# Zehra Fazal
Zehra Fazal (Libertyville, 28 de agosto de 1984) es una actriz de voz estadounidense, conocida por prestar su voz a Nadia Rizavi en Voltron: Legendary Defender, así como Halo y Bluebird en Young Justice: Outsiders.

## Carrera
Antes de su carrera como actriz de voz, Fazal, que es de ascendencia paquistaní, era conocida por su comedia irreverente que a menudo se burlaba de la identidad musulmana. Su show musical unipersonal Headscarf and the Angry Bitch, que ella misma describió como en parte ficticio y en parte autobiográfico, creó parodias musulmanas de canciones navideñas de comedia como The Ramadan Song en lugar de The Hanukkah Song y habló sobre vivir en Estados Unidos con una "identidad con guion". Fazal, quien se describe a sí misma como "la musulmana rara", explica que el show explora el hecho de que "la definición de lo que es ser musulmán se está expandiendo y está bien expresarlo abiertamente". Creó al personaje del programa, Zed Headscarf, como "su lado más duro, más audaz y más orgulloso" en parte como respuesta a la islamofobia posterior al 11-S que experimentó. Su actuación ganó el premio a la "mejor actuación solista" en el Capital Fringe Festival en 2009 y agotó todas las entradas durante su recorrido por el New York International Fringe Festival en 2010.
Fazal también interpretó a Adolf Hitler en una adaptación de la obra de Yukio Mishima, My Friend Hitler. Estudió en la compañía japonesa Takarazuka Revue como pasante de investigación en 2004. A su regreso a los Estados Unidos, tradujo y puso en escena La rosa de Versalles de Takarazuka Revue en el Wellesley College, donde era estudiante. Fazal explica: "Tengo un don para tomar algo que ya existe y hacerlo encajar en un nuevo molde". Fazal también interpretó a la doctora Amanda Jain en la serie de comedia en video F#@KI Love U.
Durante el desarrollo de Young Justice: Outsiders, el cocreador Greg Weisman escribió el papel de Halo con Fazal en mente; ella también interpretaría a una docena de otros personajes que aparecen en el programa.

## Vida personal
Fazal tiene una licenciatura del Wellesley College. Habla japonés, francés y urdu. Fazal es una ferviente defensora del Proyecto Paani, una organización sin fines de lucro que trabaja con socios e instituciones comunitarias en Estados Unidos y Pakistán para ayudar a aliviar la inaccesibilidad al agua potable, defender la equidad de género y abordar una variedad de disparidades de salud apremiantes en las comunidades rurales del sur de Asia.
Cuando era niña, era fanática del programa animado de Disney Pato Darkwing; se inspiró en el personaje principal para su actuación como la General Yunan en Amphibia de Disney.

## Filmografía

### Animación
| Año          | Título                             | Papel | Notas                          | Fuente                      |
| ------------ | ---------------------------------- | --- | ------------------------------ | --------------------------- |
| 2018         | Voltron: Legendary Defender        | Nadia Rizavi, Madre de Hunk |                                | [ 1 ] [ 19 ]                |
| 2018–2023    | El mundo de Craig                  | Faraday, Shannon, Aggie |                                | [ 20 ] [ 21 ]               |
| 2019–2022    | Young Justice                      | Halo, Cassandra Savage, Harper Row, Hawkwoman, Lian Nguyen-Harper, Windfall, Trajectory, Antonia "Big Words" Rodriguez, Madia Daou, Evelyn Fox |                                | [ 22 ] [ 23 ] [ 24 ] [ 25 ] |
| 2019         | Trolls: The Beat Goes On!          | Celine Starburst, Timpani |                                | [ 22 ] [ 16 ]               |
| 2019         | Pinky Malinky                      | Aisha | Episodio: "Advanced"           | [ 22 ] [ 26 ]               |
| 2019–20      | She-Ra y las princesas del poder   | Mara | 4 episodios                    | [ 27 ]                      |
| 2019–21      | Big Hero 6: The Series             | Basemax, Oficial Flynn |                                | [ 22 ]                      |
| 2019         | Bojack Horseman                    | Demi, Ilana y Ilana | Episodio: “Surprise!”          | [ 28 ] [ 29 ] [ 30 ]        |
| 2020         | Glitch Techs                       | Zahra, Sabrina |                                | [ 31 ]                      |
| 2020         | Where’s Waldo?                     | Directora de cine | Episodio: “Mumbai Dance Party” | [ 32 ]                      |
| 2020–2022    | Amphibia                           | General Yunan |                                | [ 33 ]                      |
| 2020         | Vampirina                          | Dra. Millweed |                                | [ 34 ]                      |
| 2022         | Wolfboy and the Everything Factory | Profesora Pigment | Episodio: The Colors Faded     |                             |
| 2022         | Dragon Age: Absolution             | Tassia | Protagonista                   |                             |
| 2023–present | Mis aventuras con Superman         | Livewire, voces adicionales | 7 episodios                    |                             |
| 2023         | The Bad Guys: A Very Bad Holiday   | Tiffany Fluffit | Especial de televisión         | [ 35 ]                      |
| 2025         | Tu amigo y vecino Spider-Man       | Doctora Carla Connors, Susan O'Hara, Hot Rod                                                                                                   | 6 episodios                    |                             |

### Series web
| Año       | Título          | Papel             | Notas       | Fuente        |
| --------- | --------------- | ----------------- | ----------- | ------------- |
| 2018–2019 | Kuroba          | Mari (voz)        | Animación   | [ 36 ]        |
| 2023      | Candela Obscura | Dra. Jinnah Basar | 3 episodios | [ 37 ] [ 38 ] |

### Películas
| Año  | Título                               | Papel                                 | Notas             | Fuente |
| ---- | ------------------------------------ | ------------------------------------- | ----------------- | ------ |
| 2018 | The Laws of the Universe Part I      | Zamza                                 | Doblaje en inglés | [ 39 ] |
| 2020 | Batman: Death in the Family          | Talia al Ghul                         | Directo a video   | [ 40 ] |
| 2022 | Catwoman: Hunted                     | Talia al Ghul, Nosferata              | Directo a video   |        |
| 2022 | Beavis and Butt-Head Do the Universe | Butt-Head Fantasy Woman #1            |                   |        |
| 2023 | Mortal Kombat Legends - Cage Match   | Jataaka                               | Directo a video   | [ 41 ] |
| 2023 | Urkel Saves Santa: the Movie         | Suli                                  | Directo a video   |        |
| 2023 | Godzilla Minus One                   | Sumiko Ōta                            | Doblaje en inglés |        |
| 2023 | Craig Before the Creek               | Gala, Shannon the Scout, Tattoo       |                   |        |
| 2024 | Watchmen Chapter 2                   | Hira Manish, presentadora de noticias | Directo a video   | [ 42 ] |

### Videojuegos
| Año  | Título                                 | Papel                                                     | Notas             | Fuente        |
| ---- | -------------------------------------- | --------------------------------------------------------- | ----------------- | ------------- |
| 2016 | Blade & Soul                           | Soha, Jinsoyung, Sunyung                                  | Doblaje en inglés | [ 16 ]        |
| 2016 | Uncharted 4: A Thief's End             | Invitado de subasta francesa, voces adicionales           |                   | [ 22 ] [ 16 ] |
| 2016 | Titanfall 2                            | Lifeboat & Sistemas IA                                    |                   | [ 22 ] [ 2 ]  |
| 2017 | Final Fantasy XV                       | Gente del pueblo                                          | Doblaje en ingles | [ 16 ]        |
| 2019 | Apex Legends                           | Anunciadora, narradora                                    |                   | [ 22 ] [ 43 ] |
| 2019 | Crackdown 3                            | Voces adicionales                                         |                   | [ 44 ]        |
| 2019 | League of Legends                      | Kayle                                                     |                   | [ 45 ]        |
| 2019 | Fallout 76: Wild Appalachia            | ARIC-4, Nia                                               |                   |               |
| 2019 | Eliza                                  | Rae                                                       |                   | [ 46 ]        |
| 2019 | Until You Fall                         | Runesmith                                                 |                   | [ 47 ]        |
| 2019 | Borderlands 3                          | Amara                                                     |                   | [ 22 ]        |
| 2019 | Rage 2: Rise of the Ghosts             | Eden HQ, Guardia de Metro Station, Civil de Metro Station |                   | [ 48 ]        |
| 2019 | Destiny 2: Shadowkeep                  | Guardiana: Exo                                            |                   | [ 49 ]        |
| 2019 | Indivisible                            | Thorani                                                   |                   | [ 22 ] [ 50 ] |
| 2019 | Call of Duty: Modern Warfare           | Ousa                                                      |                   | [ 22 ]        |
| 2019 | Shenmue III                            | Li Feng, Niao Sun                                         | Doblaje en inglés | [ 22 ]        |
| 2020 | Maneater                               | NPCs                                                      |                   | [ 22 ]        |
| 2020 | Destiny 2: Beyond Light                | Guardiana                                                 |                   | [ 51 ]        |
| 2021 | Legends of Runeterra                   | Taliyah                                                   |                   | [ 52 ]        |
| 2021 | Shin Megami Tensei V                   | Cleopatra                                                 |                   | [ 53 ]        |
| 2022 | Destiny 2: The Witch Queen             | Guardiana                                                 |                   |               |
| 2022 | Marvel's Avengers                      | Jane Foster / The Mighty Thor                             |                   | [ 54 ]        |
| 2022 | Gotham Knights                         | Noor Rashid                                               |                   |               |
| 2023 | Destiny 2: Lightfall                   | Guardiana                                                 |                   |               |
| 2024 | Suicide Squad: Kill the Justice League | Wonder Woman                                              |                   | [ 55 ]        |
| 2024 | Destiny 2: The Final Shape             | Player Guardian Female                                    |                   |               |
| 2024 | Arknights                              | Kestrel                                                   |                   | [ 56 ]        |
| 2025 | Date Everything!                       | Farya                                                     |                   | [ 22 ]        |